# Картель тихоокеанского южного побережья
Картель тихоокеанского южного побережья (исп. Cártel del Pacifico Sur) — мексиканская организованная преступная группировка, состоящяя из остатков картеля Бельтран Лейва. Была основана в мексиканском штате Морелос. Один из наиболее влиятельных наркокартелей в Мексике. Активность группировки значительно снизилась с середины 2011 года, после ареста лидеров Хулио де Хесус Радилла Эрнандеса и Виктора Вальдеса.
Хотя участники группировки называют свою организацию картелем, в действительности она изначально была местной ячейкой картеля Бельтран Лейва, созданной в апреле 2010 года Эктором Бельтраном Лейвой, лидером картеля. Картель тихоокеанского южного побережья занимается наркоторговлей, похищениями людей и убийствами. Известен использованием несовершеннолетних в своей деятельности.